# Ольшана (Черкасская область)
Ольша́на (укр. Вільшана) — посёлок в Городищенском районе Черкасской области Украины.
Ольшана — центр поселкового совета.
Расположен на реке Ольшанке, в 25 км на запад от районного центра — города Городище и в 23 км от железнодорожной станции Городище.

## История
В письменных документах Ольшана впервые упоминается в 1598 году. Её название происходит по видимому от реки Ольшанки, известной по летописи ещё с XII века.
На картах французского инженера Боплана 1650 года, Ольшана обозначена как крупное укреплённое поселение.
Много веков здесь господствовали польские феодалы, всё более усиливая крепостной гнёт. В первой половине XVII века социальное, национальное и религиозное угнетения привели к началу народно-освободительной войны 1648—1654 годов против польско-шляхетского господства, в которой Ольшанинцы боролись под руководством полковника-казака Максима Кривоноса, который по некоторым сведениям родился в Ольшане. Народное предание «Хмельницкий и Барабаш» называет его Максимом Ольшанским. В те годы Ольшана стала сотенным городком Корсуньского полка. Во время освободительной войны она насчитывала 838 дворов.
Согласно Андрусовскому перемирию 1667 года Ольшана оставалась под властью шляхетской Польши. Магнаты ещё более усилили эксплуатацию, в ответ на которую с новой силой развернулось народно-освободительное движение.
В составе гайдамацких отрядов Ольшанинцы нападали на шляхетские имения, нагоняли страх на господ. В 1742 году гайдамаки перехватили на пути к Ольшане шляхтича В. Буяльского, забрали у него деньги и заказное письмо. В 1750 году отряд А. Письменного отбирал у господ лошадей. Для расправы с населением 9 июня 1766 года к Ольшане прибыла целая тысяча польских солдат. Кроме преследования повстанцев, они сгоняли людей на сооружение военных укреплений («четыре недели в работе мучили»), грабили город. Боролись жители Ольшаны и против насильственного насаждения униатства. В 1767 году они жаловались переяславскому епископу, что за отказ принимать униатство штрафуют, у священников и прихожан Ольшаны забирают имущество.
С 1793 года Ольшана, как и вся Правобережная Украина, в составе Российской империи. Владельцем городка в то время был племянник князя Потёмкина, В. В. Энгельгардт.
В XIX веке в селе начали зарождаться капиталистические отношения. В Ольшане действовали винокурни, кирпичный и поташный заводы, мельницы. Сахарный завод, построенный в 1845 году помещиками Браницкими, уже 1847 года переработал 9128 берковцев сахарной свёклы. На предприятиях работали разорённые, лишённые земли и орудий труда крепостные крестьяне. Медицинское обслуживание, как и образование, были в плохом состоянии. Здесь была только начальная школа, где обучалось 59 юношей и 37 девушек.
После реформы 1861 года положение крестьян почти не улучшилось. На 1220 ревизских душ Ольшан было выделено 2090 десятин земли, в том числе 2088 пахотной. Было 144 крестьянских хозяйства, среди хозяев было много вдов, оставшихся без удела. Помещик получил 2754 десятины. 3а полученную землю крестьяне должны были платить ежегодно по 4771 рублей 54 копейки в течение 49-ти лет.
Возмущённые грабительской реформой, крестьяне всячески протестовали против неё. Один киевский чиновник особых поручений, побывав в Ольшане 1861 года, доносил губернатору, что женщины Ольшаны отказываются отбывать повинности помещику, поскольку земля наделена только мужчинам.
На начало XX века процесс расслоения среди крестьян значительно углубился. 859 хозяйств Ольшаны обладали 2514 десятинами земли. Распределена она крайне неравномерно: 11,3 % крестьян имели до 1 десятин, 29,4 % — до 2 десятин, 10,2 % — до 3 десятин. 158 хозяйств не имели никакого скота, рабочие лошади были только в 94, волы в 100 хозяйствах. Чтобы прокормить семьи, крестьяне-бедняки нанимались к помещикам. У зажиточных крестьян на третий-пятый сноп, работали на рафинадному заводе (в 1899 году здесь насчитывалось 380 мужчин и 16 женщин).
Часть бедняков нанималась к состоятельным владельцам мельниц (в Ольшане было 2 водяные, 5 конных мельниц, 19 ветряных мельниц), работали в кузнях, которых насчитывалось 12, другие уходили на заработки в Крым, Екатеринослав и другие города.
Ежегодно в Ольшане весной и осенью проходили крупные ярмарки, на которых продавалось много помещичьего хлеба, преимущественно пшеницы.
Революционные события 1905—1907 годов нашли широкий отклик в Ольшане. Трудящиеся крестьяне отказывались работать в панской экономии, требуя от управляющего повышения подённой платы. Руководители таких выступлений — С. Черничка, А. Тинника, Б. Проненка — были арестованы. В донесении начальнику губернского полицейского управления говорилось, что местный крестьянин Л. Е Тищенко собирал в Ольшане митинги, на которых призывал делить помещичью землю, не выполнять приказы царской власти. С 1906 года он был сослан на три года в Вологодскую губернию под надзор полиции.
Социальные условия сказались и на характере быта и культуры Ольшаны. В центре размещались дома помещика, а также чиновников, которые защищали его интересы. По одну сторону центральной улицы стояли крытые жестью дома зажиточных жителей, по второй — их магазины. Хаты крестьян ютились за Ольшанкою. Их строили из дерева и глины, покрывали соломой. В Ольшане были аптека, богадельня, небольшая больница, где от всех болезней лечил фельдшер. В дополнение к существующей начальной школе 1871 года было открыто одноклассное народное училище. Большинство жителей было неграмотно. Поскольку выделенных казною средств на её содержание было мало, селяне ежегодно вносили по 10 копеек с десятины земли. Обучали детей в училище учитель и священник.
Первая мировая война 1914 года пагубно повлияла на состояние сельского хозяйства. В армию были мобилизованы все мужчины призывного возраста, многие из них не вернулись домой. Только в 1915—1916 годах, по неполным данным, на войне погибло 39 ольшанинцев, пропали без вести — 21, попали в плен — 25. Ощущалась острая нехватка рабочих рук, чрезмерно частые реквизиции у крестьян — всё это приводило их хозяйства в упадок.
После установления в феврале 1918 года Советской власти земельный комитет начал делить помещичью землю и имущество. Делегация из Ольшаны, возглавляемая А. Пшеничним, принимала участие в созванном большевиками том же месяце уездном сельском съезде. Но первые органы советской власти прекратили свою деятельность, ибо в апреле 1918 года началась оккупация уезда австро-немецкими войсками. К Ольшаны прибыли кайзеровские солдаты. Они согнали население на площадь и каждого десятого пороли розгами за распределение помещичьего имущества и земли. В село вернулись управляющие, они отбирали у крестьян землю, инвентарь, учиняли расправы.
Жестокость и насилие немецких оккупантов вызывали ненависть к врагам, которая переросла в крестьянское восстание. В начале июня 1918 года вместе с кирилловскими крестьянами ольшанинцы активно выступили против немецкого гарнизона, который разместился в помещичьем доме. Командиром повстанческого отряда был местный житель Ф. Г. Шендрик, начальником штаба — А. Пшеничный. Враги после трёхдневных боёв сдались, потеряв 85 человек убитыми. Вскоре пришли каратели, сожгли 42 хозяйства, расстреляли 12 патриотов.
Подпольный ревком, созданный осенью 1918 года, сразу после изгнания оккупантов в ноябре 1918 года объявил себя революционной властью в волости, начал борьбу за укрепление Советской власти, проводил мобилизацию в армию. За неделю был организован отряд в составе 400 бойцов, который сразу в соответствии с распоряжением Черкасского ревкома выступил на борьбу с петлюровцами. Для охраны революционного порядка в Ольшане осталось 40 бойцов. Впоследствии местный гарнизон вырос до 200 человек. Нехватка оружия была восполнена путём разоружения немецкого пехотного полка, который возвращался на родину.
В декабре 1918 года на заседании Ольшанского волостного ревкома создано пять отделов: военный, юридический, хозяйственный, культурно-образовательный, агитационный. Комиссаром ревкома избран местный житель, бывший шахтёр, член ВКП(б) с 1905 года Ф. М. Мороз, революционным комендантом — большевик Т. К. Шевченко. Тогда же создан сельский ревком, возглавляемый ольшанским крестьянином, бывшим фронтовиком В. П. Шендрином. Волостной военно-революционный комитет своим приказом от 29 января 1919 года передал землю и всю помещичью собственность крестьянам. 12 января 1919 года национализирован Ольшанский сахарный завод, создан комбед.
Когда летом 1919 года началось наступление деникинцев, Ольшанский ревком постановлением Звенигородской партийной организации был оставлен в уезде для подпольной работы. Все его члены вошли в партизанского отряда, который преследовал отступающих из Киева белогвардейцев. Были полностью уничтожены 2 деникинские войсковые части, захватили обоз, обмундирование, винтовки, патроны. Партизаны помогали красноармейцам 45-й дивизии под командованием И. Э. Якира громить деникинцев. 2 января 1920 года Ольшанский революционный отряд, возглавляемый коммунистами, полностью очистил Вильшану от белогвардейцев. Ревком провозгласил восстановление Советской власти. В своей деятельности он опирался на бедноту, которая поддерживала Советскую власть, в частности на комбед. 1920 года создан комитет малоимущих крестьян в составе 50 членов (Комнезам). С помощью комитета было проведено перераспределение земли. Все бедняки получили пахотные наделы.
В 1921 году работа ревкома и комитета была направлена на укрепление сельского хозяйства, на борьбу с голодом, ликвидации бандитизма. Комнезам подавал большую помощь семенами, лошадьми и т. п. семьям красноармейцев, вдовам, беднякам: их хозяйствам. Его действия способствовали две партийные ячейки, которые в 1921 году насчитывали 13 коммунистов, которые объединялись в заводской и сельской партийных организациях. Активно действовали также два комсомольских очага, которые насчитывали 19 комсомольцев. Ольшанинцы помогли голодающим Поволжья. Только в 1922 году они отослали им 4150 тысяч рублей денег, свыше 80 пудов муки.
Летом 1921 года в Ольшане был избран сельский Совет рабочих, крестьянских и красноармейских депутатов. Возглавил его Г. С. Костенко.
В результате нового административного деления, в марте 1923 года Ольшана стала районным центром Ольшанского района Шевченковского округа.
1924 года дал Продукцию сахарный завод. Его рабочие организовали ремонт сельскохозяйственного инвентаря в мастерских завода, помогали 4 ТСО3ам, созданным в 1922—1923 годах, сеять и возделывать сахарную свёклу.
Тогда же была организована сельскохозяйственная артель «Красный путь», которая до 1927 года объединяла 15 единоличных хозяйств и обрабатывала 90 десятин земли.
В селе работала больница на 10 коек, амбулатория и аптека. Больных обслуживали врач и четыре фельдшера. В Ольшане была открыта семилетняя школа, где обучались 367 учащихся, было создано общество по ликвидации неграмотности им. Ленина, 15 кружков ликбеза.
С 1923 года начал работать сельский клуб, при котором действовала библиотека, кружки художественной самодеятельности. Часто силами кружковцев проводились концерты и спектакли. Собирали средства в фонд борьбы с беспризорностью.
В 1930 года завершена сплошная коллективизация. Все крестьянские хозяйства объединились в колхоз «Социалистический путь», который через два года разделился на четыре. В каждом из них были созданы партийные организации. С 1930 года на колхозных полях стали работать первые тракторы Ольшанской конно-машинно-тракторной станции, которая, кроме 17 тракторов, имела 120 лошадей (в 1932 году их передали колхозам). Того же года КМТС преобразован в МТС, в которой было 37 тракторов. С каждым годом росло её хозяйство. Здесь готовились механизаторские кадры. При МТС работал политотдел, начальник которого И. Г. Дячков за успехи в политико-воспитательной работе среди колхозников награждён в 1934 году орденом Ленина. С 1933 года начала выходить газета «3а большевистские колхозы». Получая большую помощь от МТС, 4 Ольшанских колхоза — «Красный путь», «Социалистический путь», им. Шевченко, им. Димитрова, выращивали высокие урожаи пшеницы и сахарной свёклы, за что в 1940 году были участниками Всесоюзной Выставки в Москве, а колхоз «Социалистический путь» стал «миллионером».
В быт крестьян входили электричество и радио. В 1940 году была расширена больница до 25 коек и построена новая амбулатория. В них работало 13 медицинских работников, 4 медработника оказывали помощь больным в медпункте при сахарном заводе. К тому времени была полностью ликвидирована неграмотность среди взрослого населения. Работали средняя, семилетняя и начальная школы, в которых было 48 учителей, обучавших 1000 учащихся.
Большое внимание уделялось культурно-просветительской работе. При клубе демонстрировались кинофильмы, работали хоровой, драматический, музыкальный, физкультурный кружки. В селе было 2 библиотеки с книжным фондом более 15 тысяч книг.
Мирный труд нарушило нападение фашистской Германии. Многие ольшанинцы обратились в военкомат с просьбой послать их на фронт. Село переделало свою работу на военный лад. Было эвакуировано вглубь страны трактора МТС, Красной Армии переданы автомашины, лошади и повозки.
28 июля 1941 года гитлеровцы оккупировали село. С первых дней враги начали расстрелы. На каторгу в Германию они вывезли 649 человек.
Но ольшанинцы не сломились и под руководством подпольной партийной организации, действующей на сахарном заводе, сопротивлялись Фашистам. Руководил подпольщиками Г. Л. Калиновский. Они организовывали саботаж гитлеровских приказов, проводили диверсии. За время своего господства гитлеровцы вывезли из села 785 голов рогатого скота, почти 40 тысяч пудов хлеба, разрушили 3 школы, медицинскую амбулаторию, ветеринарную больницу, клуб, редакцию районной газеты, радиоузел, две библиотеки, сожгли много жилых построек.
5 февраля 1944 года после недельного боя части 1-го и 2-го Украинских фронтов освободили село от оккупантов. Первым вошло в Ольшаны подразделение самоходных орудий, которым командовал лейтенант В. И. Захаров. Гвардейцы 223-го полка 5-го Донского кавалерийского корпуса под командованием полковника Ф. Н. Петренко окончательно разгромили врага и очистили Ольшану от немцев.
Именем Захарова, который погиб в боях за Ольшану, названа одна из улиц посёлка. В посёлке три братских могилы, обелиск Славы односельчанам, монумент, посвящённый 5-му кавалерийскому Донскому корпусу.
В послевоенные годы в Ольшане возобновили работу все четыре колхоза, которым Красная Армия передала 50 лошадей. МТС в конце 1944 года уже имела 62 трактора, 13 комбайнов, 24 молотилки т. п. Заработали школы, больницы, дом культуры, библиотеки и другие учреждения. Уже в 1948 году все колхозы достигли довоенного уровня урожайности всех сельскохозяйственных культур.
В 1950 году колхоз им. Сталина за высокие урожаи пшеницы стал участником Всесоюзной сельскохозяйственной выставки. Председатель артели Т. Г. Хищная был награждён орденом Ленина, бригадир Н. А. Кураса — орденом Трудового Красного Знамени.
В марте 1964 года Ольшанские колхозы слились в одну сельскохозяйственную артель «Правда», объединившей более 1200 дворов колхозников, обрабатывающей почти 5,5 тысяч га земли, в том числе 4 тысячи пахотной.
Накануне 1965 года в Ольшане открылся новый комплекс участковой больницы на 75 коек с поликлиникой и аптекой. В больнице были оборудованы хирургическое, терапевтическое, детское и родильное отделение, кабинеты: рентгенологический, физиотерапевтический и функциональной диагностики, клиническая и санитарно-бактериологическая лаборатории. Обслуживали больницу 102 медицинских работника, в том числе 12 врачей.
По состоянию на 1972 год в посёлке работали средняя и восьмилетняя школы, школа-интернат, дом культуры на 550 мест, сельский клуб на 200 мест. Все библиотеки имели книжный фонд в 47 тысяч экземпляров.
В январе 1989 года численность населения составляла 4236 человек.
На 1 января 2013 года численность населения составляла 3194 человека.

## Люди, связанные с посёлком
С Ольшаной тесно связано имя Т. Г. Шевченко. С 1828 года, желая научиться рисовать, любознательный юноша идёт к Ольшанскому управляющего имением помещика Енгельгардта за разрешением учиться у маляра. Но вместо науки его отправили на панскую кухню. Во время путешествия на Украину в 1843—1845 годах Шевченко заехал в Ольшаны, а в 1853 году дважды посетил её. Село упоминается в поэме «Гайдамаки» и в других произведениях поэта.
Более 8 лет в Ольшане жил, а будучи уже известным художником, несколько раз посещал её Иван Максимович Сошенко, который способствовал выкупу из крепостничества Шевченко.
В Ольшане родился польский живописец-пейзажист Ян Станиславский, который посвятил Украине много живописных полотен.